# Josefina Carabias
Josefina Carabias (Arenas de San Pedro, Àvila, 19 de juliol de 1908 - Madrid, 20 de setembre de 1980) va ser una advocada, escriptora, locutora, corresponsal i periodista espanyola. Va ser precursora de la presència femenina en l'àmbit periodístic a Espanya.

## Biografia
Era filla de pares agricultors i ramaders. Es va traslladar a Madrid, quan encara era molt jove i, allotjada a la Residència de Senyoretes, es va llicenciar en Dret el 1930. Va pertànyer a la Federació Universitària d'Estudiants, a la Unió General de Treballadors i a l'Agrupació Socialista de Madrid. Poc després d'acabar la carrera de Dret debutava com a periodista a la revista Estampa, mitjançant una entrevista a la política Victoria Kent, directora general de Presons de la República, i aquesta ocupació es va convertir ràpidament en la seva dedicació professional, que ja no deixaria mai.
Durant els anys 1930 va ser cronista parlamentària dels diaris Ahora, La Voz, Crónica, Mundo Gráfico alhora que col·laboradora en el primer programa informatiu de la ràdio espanyola: La palabra, d'Unión Radio de Madrid, que s'emetia tres cops al dia En aquest programa, va tenir la possibilitat de retransmetre l'homenatge a Miguel de Unamuno a la Universitat de Salamanca.
En finalitzar la Guerra Civil espanyola es va incorporar al diari Informaciones, pel qual va treballar com a corresponsal a Washington des de 1954. El 1959 es va traslladar a París com a corresponsal dels mitjans de l'Editorial Catòlica: Ya, El Correo Gallego, La Verdad, Hoy, Ideal, Ideal Gallego. Va restar tota la seva carrera professional en aquest rotatiu fins a pràcticament la seva defunció. Entre 1970 i 1972 va dirigir la revista femenina Ama.
El seu estil enginyós, amb reportatges insòlits, cròniques a peu de carrer, sempre amb un llenguatge senzil i suggerent, la van fer una periodista molt popular. També va fer el que s'anomenà «nou periodisme»: els reportatges viscuts, en que la periodista es posava en una circumstània conreta i narrava la seva experiència.
Es va dedicar també a la traducció i va escriure diversos llibres de reportatges, biografies, dues novel·les curtes i una obra teatral.
Va estar casada amb l'advocat i economista José Rico Godoy. La seva filla Carmen Rico Godoy també es va dedicar al periodisme, i la seva altra filla, María de les Mercedes Rico Carabias, va ser diplomàtica i la primera dona a ocupar la titularitat d'una ambaixada d'Espanya.

## Obres
Els seus dos primers llibres els va publicar amb el pseudònim de "Carmen Moreno".

### No ficció
- Carlota de Méjico (1944)
- Los alemanes en Francia vistos por una española (1944)
- 1878 (1948)
- La mujer en el fútbol (1950)
- El Maestro Guerrero fue así (1952)
- Miguel de Cervantes, el autor del más famoso de los libros (1952)
- Una muchacha inglesa visita España (1953)
- Santa Teresa de Jesús, la más risueña de las santas (1954)
- Azaña. Los que le llamábamos Don Manuel (1980)

### Narrativa
- Por nacer tarde (1932)
- De oro y azul (1954)

### Teatre
- Sucedió como en el cine (1950)

### Altres treballs
- Epílogo al llibre Juan Belmonte, matador de toros de Manuel Chaves Nogales (1969)
- Tristana. Conferència pronunciada a la Fundación Universitaria Española (1975)